# 贝内特 (科罗拉多州)
贝内特（英語：Bennett），是美国科罗拉多州亚当斯县下属的一座城市。建市于1930年1月22日，面积大约为5.569平方英里（14.425平方公里）。根据2010年美国人口普查，该市有人口2,308人。2011年估计该市有人口2,360人，相比2010年人口增长率为2.25%。同时，论人口该市是科罗拉多州第107大城市。